# Taiwanische Badmintonmeisterschaft 1967
Die Taiwanische Badmintonmeisterschaft der Saison 1966/1967 fand vom 3. bis zum 6. November 1966 Taipeh statt. Es war die 12. Auflage der nationalen Titelkämpfe von Taiwan im Badminton.

## Titelträger
| Disziplin    | Sieger                         |
| ------------ | ------------------------------ |
| Herreneinzel | Lim King Che                   |
| Dameneinzel  | Chai Chuen Chi                 |
| Herrendoppel | Lim King Che Wong Liang Lin    |
| Damendoppel  | Chen Ching Kiang Chen Fong Tze |
| Mixed        | Chao Tsung Fu Chien Jui Chu    |